# Seznam bílinských kastelánů
Toto je seznam bílinských kastelánů. Seznam zahrnuje pouze ty, kteří byli kastelány na starém bílinském hradu. Po přestavbě získal Bílinu Ojíř z Friedberka, oblíbenec krále Václava I.

## Seznam
| Kastelán           | Doba správcovství | Poznámky                                                                                              |
| ------------------ | ----------------- | --- |
| Prkoš              | do roku 1040      | první historicky doložený kastelán Bíliny, po zradě v bitvě u Chlumce byl na Břetislavův příkaz zabit |
| Eppo               | zmíněn 1043       | |
| Mstiš              | snad 1055–1061    | předtím správce hradu Lštění, po nástupu Vratislava II. utekl do ciziny                               |
| Kojata I. Hrabišic | 1061–1068         | v roce 1068 komorníkem, poté se však postavil proti knížeti a uprchl do ciziny                        |
| Sezema             | před 1177–1179    | kastelán v Plzni, komorník královny Judity, zemřel v bitvě u Loděnice                                 |
| Bohuta z Divišova  | zmíněn 1187       | |
| Slavek I. Hrabišic | zmíněn 1211       | |
| Jaroš              | zmíněn 1222       | poslední doložený kastelán před přestavbou                                                            |